# Can You Forgive Her?
Can You Forgive Her? is een nummer van het Britse muziekduo Pet Shop Boys uit 1993. Het is de eerste single van hun vijfde studioalbum Very.

## Achtergrondinformatie
De naam van het nummer is afgeleid van de roman van Anthony Trollope. "Can You Forgive Her?", gezongen in de tweede persoon, gaat over een man die er door zijn vriendin van wordt beschuldigd dat hij verliefd is op zijn jeugdvriend. Hij ligt er 's nachts van wakker, want hij merkt dat de liefde voor zijn vriendin puur platonisch is en hij zich inderdaad seksueel aangetrokken voelt tot de andere man. Dat de vrouw hem voor schut zet helpt niet mee ("She made you some kind of laughing stock, because you dance to disco and you don't like rock"). De vrouw gaat op zoek naar iemand anders, waardoor de man zich vernederd voelt. 
Het nummer werd in diverse Europese landen een hit. Zo bereikte het de 7e positie in het Verenigd Koninkrijk. In het Nederlandse taalgebied was het succes iets bescheidener; met een 28e positie in de Nederlandse Top 40, en een 21e positie in de Vlaamse Radio 2 Top 30.

## Tracklijst
- 7"

1. "Can You Forgive Her?" – 3:54
2. "Hey, Headmaster" – 3:06

- CD1

1. "Can You Forgive Her?" – 3:54
2. "Hey, Headmaster" – 3:06
3. "Can You Forgive Her?" (Rollo remix)
4. "Can You Forgive Her?" (Rollo dub)

- CD2

1. "Can You Forgive Her?" (MK remix) – 7:26
2. "I Want to Wake Up" (1993 remix) – 5:25
3. "What Keeps Mankind Alive?" – 3:25
4. "Can You Forgive Her?" (MK dub) – 5:53